# Бюе-Ле-Мон
Бюе-Ле-Мон (фр. Buais-Les-Monts) — муніципалітет у Франції, у регіоні Нижня Нормандія, департамент Манш. Бюе-Ле-Мон утворено 1 січня 2016 року шляхом злиття муніципалітетів Бюе i Сен-Семфор'ян-де-Мон. Адміністративним центром муніципалітету є Бюе. Населення — 615 осіб (01.01.2021).